# 李新 (1988年)
李新（1988年5月6日—），出生於中華人民共和國山東省青島市，來台灣發展的女演員，現今三立電視三立台灣台演出閩南語電視劇。

## 婚姻
2011年與演員沈世朋登記完婚。2012年產下一子。

## 演出作品

### 電視劇
| 年份   | 頻道       | 劇名        | 角色          |
| 2015年 | 三立台灣台 | 世間情      | 徐 璐／徐向紅 |
| 2016年 | 三立台灣台 | 甘味人生    | 吳 花         |
| 2019年 | 衛視電影台 | 浮士德遊戲2 | 許安琪        |
| 2019年 | 三立台灣台 | 炮仔聲      | 方心語        |
| 2023年 | 三立台灣台 | 一家團圓    | 何 麗         |

## 外部連結
- 李新的Facebook專頁
- 李新的Instagram帳戶